# Гарван (област Габрово)
Вижте пояснителната страница за други значения на Гарван.
Гàрван е село в Северна България, община Габрово, област Габрово.

## География
Село Гарван се намира на около 6,5 km западно от центъра на град Габрово и 19 km югоизточно от град Севлиево. Разположено е по северен склон в североизточните подножия на Черновръшкия рид, в непосредствено съседство със селата Гергини от изток и Пейовци от запад. Надморската височина в селото при църквата е около 393 m, нараства до около 410 m на юг и намалява до около 355 m на север.
До село Гарван води общински път, който е южно отклонение при село Поповци от второкласния републикански път II-44 (Севлиево – Габрово), минаващо през село Гергини, а след Гарван продължава през село Пейовци до село Николчовци.
Населението на село Гарван, наброявало 194 души при преброяването към 1934 г., намалява до 53 към 1985 г. и към 2019 г. наброява (по текущата демографска статистика за населението) 52 души.

## История
През 1995 г. дотогавашното населено място колиби Гарван придобива статута на село..
В Държавния архив Габрово се съхраняват документи на/за „Народно начално училище – с. Гарван, Габровско“ от периода 1925 – 1958 г.
През 1948 г. е създадено Трудово кооперативно земеделско стопанство „Коста Стоев“ – първоначално под името „Райко Дамянов“, съществувало самостоятелно до 1959 г.

## Население
Преброяване на населението през 2011 г.
Численост и дял на етническите групи според преброяването на населението през 2011 г.:
|                     | Численост | Дял (в %) |
| Общо                | 62        | 100,00    |
| Българи             | 57        | 91,93     |
| Турци               | 0         | 0,00      |
| Цигани              | 0         | 0,00      |
| Други               | 0         | 0,00      |
| Не се самоопределят | 0         | 0,00      |
| Неотговорили        | 5         | 8,06      |

## Обществени институции
В село Гарван към 2020 г. има:
- действащо читалище „Христо Ботев -2008“;[9][10]
- действаща само на големи религиозни празници православна църква „Свети Димитър“;[11]
- пощенска станция.[12]